# Sergej Revjakin
Sergej Pavlovitsj Revjakin (Russisch: Сергей Павлович Ревякин) (Kronstadt, 2 april 1995) is een Russisch voetballer die als doelman speelt

## Clubcarrière
Revjakin stroomde op zestienjarige leeftijd door vanuit de jeugd van CSKA Moskou. In het eerste team werd hij reservedoelman achter Igor Akinfejev en Sergej Tsjeptsjoegov.

## Interlandcarrière
Revjakin kwam zesmaal uit voor Rusland -16 en zevenmaal voor Rusland -17.